# 太田駿静
太田 駿静（おおた しゅんせい、1999年11月6日 - ）は、日本のアイドル、歌手、俳優。男性アイドルグループ・OCTPATHのメンバー。
福岡県出身。吉本興業所属。

## 来歴
2017年、エイチジェイとSNOWが主催する「男子高生ミスターコン2017」に長崎県から出場する。
2021年4月8日から6月13日にかけ、GYAO!及びTBS系列で放送・配信されたサバイバルオーディション番組『PRODUCE 101 JAPAN SEASON2』に参加。オーディション開始当初から注目を集め、中低音を活かしながらラップからボーカルまで幅広いポジションに挑む。ファイナルまで進出し、最終順位は14位だった。
11月18日、同番組の元練習生8名で結成する吉本興業の男性アイドルグループ・OCTPATHのメンバーとして公表される。
2022年2月17日放送の『ケイ×ヤク-あぶない相棒-』（読売テレビ・日本テレビ）第6話にカメオ出演し、俳優デビューを果たす。

## 人物
- メンバーカラーは紺色[6]。
- チャームポイントは笑顔。笑うと口元がハートの形になる[7]。
- キャッチコピーは「福岡のスマイルモンスター」[8]。
- 趣味はYouTube視聴。特技はボイスパーカッション[9]、バスケットボール[10]、ニャースのモノマネ[11]。
- バスケットボールについては学校でモテモテだった兄の友人に憧れて始め、小学5年生から中学3年生までバスケットボール部に所属していた。ニャースのモノマネについては『コラボレーションOCTPATH』（フジテレビ）で初めて披露し、ゲストの宮野真守から絶賛されるほどのクオリティである。
- 憧れの存在はイチロー、ジャスティン・ビーバー、二宮和也[12]。
- OCTPATHの楽曲「Best shot」「our Good Time」では振付も担当している。

## 出演

### テレビドラマ
- 先輩、断じて恋では! 第7・8話（2022年8月4日・11日、MBS・テレビ神奈川） - 古川拓実 役[13]
- めぐる未来（2024年1月18日 - 3月22日、読売テレビ・日本テレビ） - 朝間田きしの 役[14]
- 栞ちゃん 心の声を聞かせてよ 第2話（2024年12月13日、テレビ朝日） - 湊 役[15]
- 復讐カレシ〜溺愛社長の顔にはウラがある〜（2025年2月28日 - 、毎日放送） - 的場成光 役[16]

### バラエティ番組
- 沼にハマってきいてみた（2022年7月12日、NHK Eテレ）[17]
- あざとくて何が悪いの?（2023年6月25日[18]・7月2日[19]・2024年10月10日[20]、テレビ朝日） - VTR出演